# Glen Rock (New Jersey)
Glen Rock – miasto w Stanach Zjednoczonych, w stanie New Jersey, w hrabstwie Bergen. W 2010 roku liczyło 11 601 mieszkańców.